# Urgleptes cazieri
Urgleptes cazieri är en skalbaggsart som beskrevs av Gilmour 1961. Urgleptes cazieri ingår i släktet Urgleptes och familjen långhorningar. Inga underarter finns listade i Catalogue of Life.